# هيئة التنظيم والإدارة للقوات المسلحة (مصر)
هيئة التنظيم والإدارة للقوات المسلحة هي إحدى هيئات القوات المسلحة المصرية، أنشأت سنة 1882 تحت اسم "إدارة التنظيم والأوامر العسكرية".

## مهام الهيئة
- وضع الأسس والمعايير لاختيار دفعات المتطوعين طبقا للمستويات الطبية والبدنية والثقافية والمهنية والنفسية عن طريق الإيمان بأن الفرد المقاتل هو أحد الركائز الأساسية لعناصر الكفاءة القتالية التي تتطلب معايير ومقاييس خاصة.
- وضع الأسس والمعايير لتحقيق الاستغلال الأمثل للقوى البشرية بما يتناسب مع قدرات وإمكانيات الأفراد في إطار الاهتمام بأن الفرد المقاتل يعتبر أحد الركائز الأساسية لعناصر الكفاءة القتالية.

## الإدارات التابعة
يتبع الهيئة أربع إدارات وجهاز واحد هم:
- إدارة التجنيد والتعبئة.[1]
- إدارة السجلات العسكرية.[1]
- إدارة الموسيقات العسكرية.[1]
- إدارة شؤون العاملين المدنيين.[1]
- جهاز النقل العام.[1]

## رؤساء الهيئة
- لواء أركان حرب / محمد صبحي مهنا.[2]
- لواء أركان حرب / أشرف شريف.[3]
- لواء أركان حرب / أحمد فتحي خليفة.
- لواء أركان حرب / عبد الناصر يوسف.[4]
- لواء أركان حرب / علي عادل عشماوي.[5]
- لواء أركان حرب / عبد الغني الصغير.[6][7]
- لواء أركان حرب / محمد مصري.[8]
- لواء أركان حرب / السيد علي الغالي.[9]
- لواء أركان حرب / أحمد أبو الدهب.[10]
- لواء أركان حرب / محمود حجازي.[11]
- لواء أركان حرب / نجيب الجمسي.[12]
- لواء أركان حرب / محسن الفنجري (2008).[13]
- لواء أركان حرب / سعد خليل (2005).[14]
- لواء أركان حرب / صفي الدين أبو شناف (رقي إلى فريق وعمل رئيسا لأركان حرب القوات المسلحة).[15]
- لواء أركان حرب / محمود عبد العزيز.[16]
- لواء أركان حرب / فاروق سعيد عبد العظيم.[17]
- لواء أركان حرب / سعيد ناصف.[18]
- لواء أركان حرب / جلال عباس.[18]
- لواء أركان حرب / محمد نجاتي.[19]
- لواء أركان حرب / أحمد زكي.[20]
- لواء أركان حرب / فريد متولي.[21]
- لواء أركان حرب / عمر جوهر.[22]
- لواء أركان حرب / قدري عثمان.